# Japán népmesék

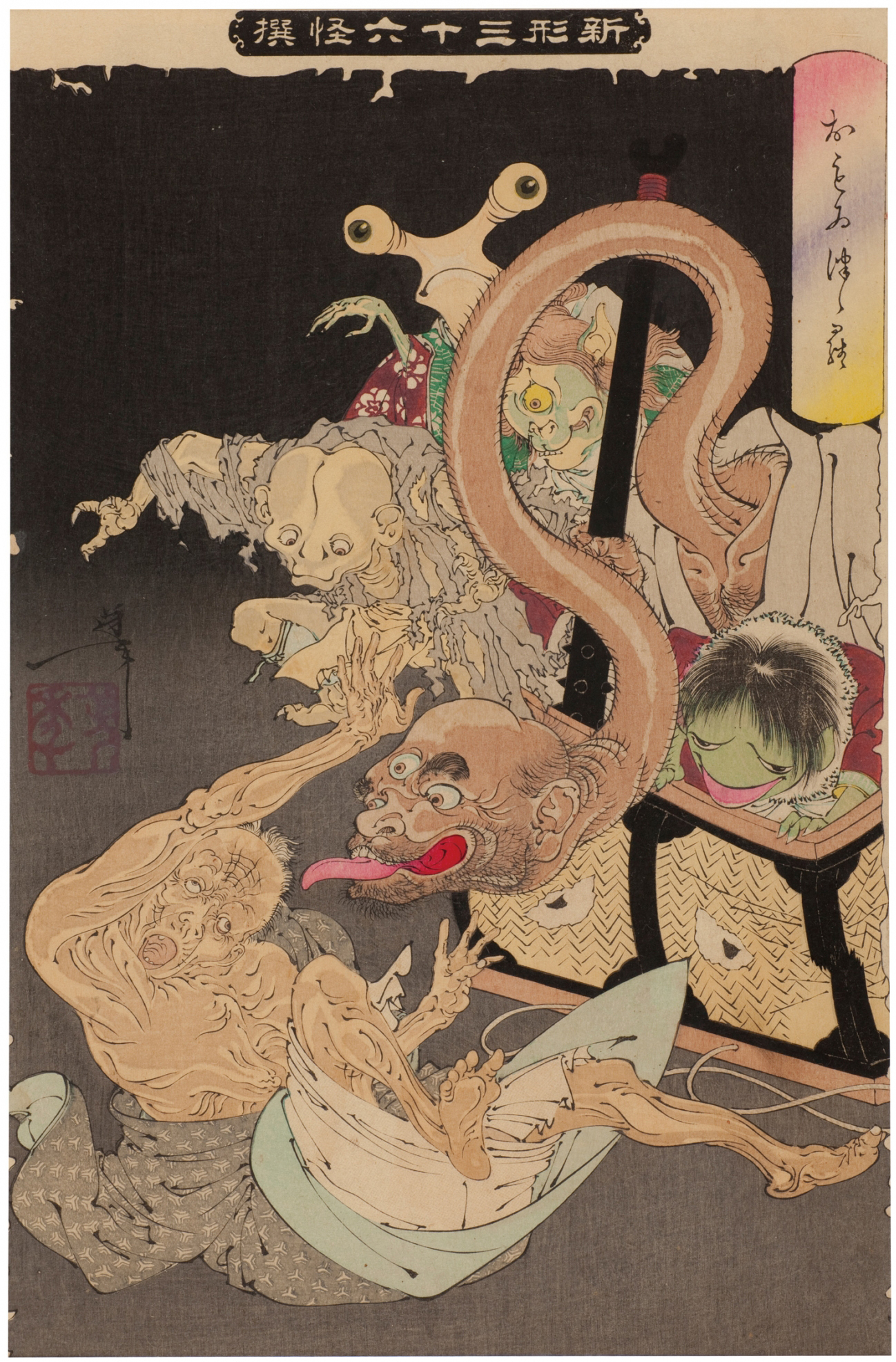
Jositosi Cukioka - A nehéz kosár
A levágott nyelvű veréb meséjéből (1892)

Japán népmeséknek egy bizonyos csoportját értjük a jól ismert klasszikus meséknek, bár eléggé bizonytalan megkülönböztetésű, hogy az adott népmese bele illik-e a csoportba.
Ide keveredtek azok az imposztorok által írott darabok is, melyek a Muromacsi-korból (14-16. század) vagy még régebbi, Középkori időkből származnak. Ámbár ezek nem feltétlen minősülnek "népmeséknek". (nem úgy mint például a szájról-szájra terjedők)
Még szigorúbb értelemben, a "Japán népmesék" a szájon át továbbított népi elbeszélésekre utalnak. Szisztematikus gyűjteménye Janagita Kunio által rendszerezett példányoknak. Janagita nem kedvelte a minva (民話) szót, mely lényegében a közvetlen fordítása a "népmeséknek". (Janagita megállapította, hogy ez a kifejezés nem azonos a tényleges, régi néphagyományból gyűjtött népmesékkel, és nem értett egyet a többi ország konvencióival.) Ebből adódóan, javasolta a mukasibanasi (昔話; Hepburn: mukashibanashi, ’rég múlt meséi’) kifejezést inkább, hogy az az összes kreatív típusú népmesére vonatkozzon. (például azok, melyek nem "legendás" típusúak, amik riportosabbak)

## Áttekintés
Jellegzetes minta a Japán folklór Momotaró-ja (桃太郎; Hepburn: Momotarō/Momotarou, ’Barackfia’), aki egy kettéhasadt barackból született, vagy esetleg a szintén népmesék közé sorolt "5 nagy tündérmese" (五大昔話, ’Go dai mukasi banasi’), vagy a harc A majom és a rák között. (さるかに合戦 , ’szaru kani gasszen’) Aztán ott van A levágott nyelvű veréb (舌切り雀, ’Sita-kiri Szuzume’), A virágfakasztó öregember (花咲か爺さん, ’Hanaszaka Dzsíszan’), vagy a A földműves és a borz.  (かちかち山, ’Kacsi-kacsi Jama’)
Ezek a történetek csak név szerint tekinthetőek valódi népmeséknek, miután Janagita Kunio felállította "szabályait". Ezeket a meséket az Edo-kor alatt hivatásos írók adaptálták, és nyomtatták fahasábokra, melyek neve kuszazósi. Ám számos helyi mese-variációt szedtek össze a földültetvényekről is.
A fent idézett, nem teljesen eredeti népmesék réges rég íródtak, a legkorábbi pedig Kaguja hercegnő története, vagy más néven A bambuszgyűjtő öregember meséi, ami jó példa a 10. századi romantikus történetekhez, habár létező kéziratokról csak jóval később beszélhetünk. A szöveg referenciákat ad a korai néphagyomány elképzeléséhez, például a tűzpatkány köntöse (火鼠, ’Hinezumi’) mely egyébként ismert lehet az InuYasha, a film 2. – Kastély a tükör mögött animéből, mint a fő karakter ruházata.
További példái a Középkorban összeállított ál-népmeséknek az Udzsi Súi Monogatari (13. század) ami egy klasszikus mese-gyűjtemény ismeretlen írókkal. Olyan mesékkel mint a Kobutori öregember (Kobutori Dzsīszan) - egy öregember púppal az orcáján, vagy a Szalma Milliomos ('Varasibe Csódzsa') - ahol egy szegény ember sorozatosan csereberél jobbnál-jobbra, kezdve egy szalmaszállal, majd így gazdagszik meg. A Kondzsaku monogatarisú (12. század) számos szecuva típusú meséket tartalmaz (általános kategóriája a sokféle természet-elbeszéléseknek, kezdve a moralizálóktól egészen a komédiákig. Mindkét gyűjtemény, bár nem feltétlen van megjegyezve, megoszlik Indiából, Kínából, és Japánból származó részekkel. A Kondzsaku monogatarisú tartalmaz korai felfedezéseket a Kintaro legendának, ami hasonló népmese formátumú.
A japán szó ami a "népmesének" felel meg fejlődésen ment át az évek alatt. Az Edo-kortól az otokibanasi (お伽話 ) kifejezést használták, például Otogii-shú (hivatásos mesemondók) általi mesék, akiket azért vettek fel, hogy szórakoztassák az ágyában pihenő Daimjót. A kifejezés használata tovább folytatódott egészen a Meidzsi-koron át (19. század második fele), amikor is olyan új, behozott szavak kerültek be a szóhasználatba mint például a minva. A Taisó-kor alatt a dóva szót használták, ami gyakorlatilag gyerekek meséjét jelenti, de tündérmeséknek felelt meg. Aztán Janagita által, népszerűvé vált a mukasi-banasi. Emellé megjegyezném, hogy a magyar "Egyszer volt, hol nem volt..." kifejezés japán megfelelője a "Mukashi-mukashi" is az előbb említett kifejezés kombinációja.
Habár néhány japán szellem sztori vagy kaidan, csak úgy mint a Juki-onna (hó hölgy), népmesék példájaként merülhet fel, de hiába létezik néhány átfedése, mégis csak más kategóriába sorolódik. A hasonló sztorik díszített formájú szépirodalmi művek a Geszaku íróktól, vagy Kabuki színházak műveiként felturbózott darabok, bakeneko esetében. Lafcadio Hearn/Jakumo Koizumi (小泉 八雲) híres gyűjteménye a Kvaidan, szintén tartalmazza az eredeti változatokat. Janagita a gyűjteményt "Tohno legendája" (遠野物語; Hepburn: Tohno Monogatari) címmel publikálta 1910-ben. Ez a mű számos fantasztikus jokait mutat be, mint például a Zasiki varasi és a kappa.
A 20. század közepe fele a mesemondók faluról-falura járva mesélték ezeket a meséket, különleges papír illusztrációkkal, a kamisibaival.

## Híresebb népmesék
A japán népmesék típusuk szerinti összegzése:
| Szám                 | Név                        | Kép             | Megjegyzés                                                              |                 |                 |
| hős/hősnő típus      | hős/hősnő típus            | hős/hősnő típus | hős/hősnő típus                                                         | hős/hősnő típus | hős/hősnő típus |
| -------------------- | -------------------------- | --------------- | ----------------------------------------------------------------------- | --------------- | --------------- |
| 1                    | Csikarataro                |                 | Erős Taro                                                               |                 |                 |
| 2                    | Isszun bosi                |                 | Egy-inch fiú                                                            |                 |                 |
| 3                    | Kintaro                    |                 | az emberfölötti Arany Fiú, a Szakata no Kintoki népi hőse               |                 |                 |
| 4                    | Momotaró                   |                 | Barackfia története                                                     |                 |                 |
| 5                    | Taketori Monogatari        |                 | a rejtélyes Kaguja hercegnő története, aki a Holdról érkezett           |                 |                 |
| hálás lény motívum   |                            |                 |                                                                         |                 |                 |
| 6                    | Bunbuku Csagama            |                 | egy teáskanna története, ami valójában egy alakváltó tanuki             |                 |                 |
| 7                    | Hanaszaka Dzsíszan         |                 | történet a virágfakasztó öregemberről                                   |                 |                 |
| 8                    | Kasza Dzsizo               |                 | A hálás Dzsizo szobor szalmakalapot kap                                 |                 |                 |
| 9                    | Omuszubi kokorin           |                 |                                                                         |                 |                 |
| 10                   | Sita-kiri Szuzume          |                 | a levágott nyelvű veréb története                                       |                 |                 |
| 11                   | Juko-csan és a Daruma baba |                 | egy vak japán lány kalandjai, aki megmenti a faluját. Szunni Szeki műve |                 |                 |
| 12                   | Urasima Taró               |                 | aki megmentett egy teknőst, és meglátogatta a tenger fenekét            |                 |                 |
| 13                   | Tavara Tóda                |                 |                                                                         |                 |                 |
| jó szerencse motívum |                            |                 |                                                                         |                 |                 |
| 14                   | Kobutori Dzsíszan          |                 | a golyvát kapott öregember, és annak elvesztése                         |                 |                 |
| 15                   | Varasibe Csoja             |                 | a szalmaszálas szegény ember aki csereberéléssel lett gazdag            |                 |                 |
| büntetés motívum     |                            |                 |                                                                         |                 |                 |
| 16                   | Szaru kani gasszen         |                 | a majom és a rák harca                                                  |                 |                 |
| 17                   | Kacsi-kacsi jama           |                 | a nyúl megbünteti a tanukit                                             |                 |                 |

## Állatok a folklórban
A levágott nyelvű veréb (Sita kiri Szuzume): Egyszer régen, Nipponországban, élt egy jó öregember, akinek gyakori látogatója volt egy verebecske. Gondját viselte, szeretgette, ápolgatta. Egyszer azonban, az öreg szomszédasszony rizsből készített keményítőt. Javában dolgozgatott rajta, amikor is a veréb belekóstolgatott a keményítőbe. Dühében az öregasszony kitépte a nyelvét. A veréb sírva-csipogva elbujdokolt az erdőben. Az öregember elindult hát megkeresni, megvigasztalni. A veréb és családja örömmel fogadták, minden jóval kínálgatták. Mikor indulni készült az öregember, a veréb hálája jeléül megkérdezte: „Milyen kosarat akarsz; könnyű legyen-e, nehéz legyen-e?”. Az öregember így felelt: „Vén legény vagyok én már, jó lesz nekem a könnyebb kosárka is!”. Hazaérve, kinyitotta a kosarat, ami úgy tele volt arannyal, ezüsttel, drágakővel, selyemmel, hogy káprázott az öreg szeme! A mosónőnek se kellett több, ellátogatott másnap a verébékhez. Sajnálkozott, sopánkodott, hogy mennyire szánja már tettét, majd szép lassan ő is hazaindulni készülődött. Ekkor őt is választás elé állították a verébék, milyen kosarat akar; könnyű legyen-e, nehéz legyen-e. „Erős asszony vagyok én még, a nehezebbiket is elbírom!”. Hazaloholt a nagy kosárral, mikor azonban kinyitotta, a sok szörnyeteg mind kiugrott kosarából, ki egyszemű, ki három, ki lábatlan, ki kezetlen. Mind nekiugrottak az asszonynak, és ott helyben megfojtották, hogy egy szikra élet nem sok, annyi se maradt benne. 

A majom és a rák (Szaru kani gasszen): Egyszer egy tó mellett egymásba akadt egy majom és egy rák. A ravasz majom versenyfutásra invitálta a rákot, aki hogy ne rontson a majom kedvén, belement. Amint futnak, egyik előre, másik hátra, a majom egy datolyamagot, a rák pedig egy gombát talál. Mikor újra összetalálkoznak, mutatják, mit találtak az úton. A datolyával ellentétben, a gomba igen csak ínyére lett volna a majomnak, így próbálta hát megszerezni. „Ha megeszed a gombát semmi nem marad belőle, ha viszont elcseréled velem, a datolyát megeheted, s magját pedig elültetheted, és majd új terem rajta, nem egy, akár száz is!”. Így tehát a rák ráállt a cserére. Kicsírázik a magocska, majd nőni kezd, nagy fává cseperedik. Megjelennek virágai, majd termést hoz. De a rák nem tud felmászni, hogy megkóstolhassa a gyümölcsöt. Megtudja ezt a majom, meg is jön az ehetnékje, és így szól a rákhoz: „Felmászok én helyetted a fára, leszedem a gyümölcsöt, és egyenként ledobálom neked!”. Ám mikor felmászik, nekilát a lakomájának. Lent a rák, igencsak türelmetlen kezd lenni, sürgeti a majmot. „Miért nem dobsz le egy-néhányat abból az édes gyümölcskéből?” Több se kellett a majomnak, ledobált pár éretlen, nehéz datolyát. Úgy rákoppant a datolya a rákra, hogy még a páncélja is megrepedt! Nagyot kiállt a rák, megrémül a majom, és úgy eliszkol, mintha ott se lett volna! Zokog a rák, mire meghallják pajtásai és odasietnek egymás után, Kőmozsár, Tojás, Méh, meg Tengerifű. Kérdezik mi baja, hát elmeséli nagyon búsan mit követett el vele az a lelketlen majom. Több se kell nekik, bosszút szőnek közösen. Bemennek a majom házába, és elrejtőznek. Tojás a szenes rostélyba, az égő parázs közé. Kőmozsár a konyhai gerendára mászik, Méh az ételes szekrénybe bújik, Tengerifű a padlón helyezkedik el, a kis rákocska pedig a vizes dézsába mászik. Hazaér a majom, és mint hogy hideg volt odakinn, siet az égő parázs felé megmelegedni. Több se kellett a forró tojásnak, szétpukkadt a majom arcán, és jól összeégeti. Szalad a majom a dézsához lehűteni az arcát. Erre várt a rákocska, ollóival jól belehasít a majom orrába. Szalad a konyha felé a majom, nekiütközik az ételes szekrénynek, mire a még kirepül és akkorát szúr a majomba fullánkjával, hogy az hátrahőköl, egyenest a Tengerifűre. Elcsúszik a síkos füvön a majom, hanyatt vágódik. Kapja magát Kőmozsár, lefordul a gerendáról, és agyonlapítja a majmot. Így bűnhődött meg a majom, így fizette meg árát gonoszságának. 

Tanuki és nyúl (Kacsi-kacsi jama): Egyszer egy ember elkapott egy tanukit, majd arra kérte a feleségét, hogy főzzön neki belőle pörköltet. A tanuki könyörgött a feleségnek, ne főzze meg, megígéri, hogy segít főzni, ha életben hagyja. A feleség végül beleegyezett, és elengedte. Ekkor a tanuki megölte a nőt, majd pörköltet csinált belőle. Mire a férj hazaért, felvette a feleség alakját, majd megetette a férfival saját nejét. Mikor a férfi végzett, visszaváltozott eredeti alakjába, és felesége megevésével vádolta a férfit. A nyúl, aki a család barátja volt, nagyon bosszús lett. Adott a tanukinak pár pálcát, amint pedig az nem figyelt, meggyújtotta ezeket. A tanuki csúnyán megégette magát. A nyúl az égést csípős paprika szósszal kezelte. Immár nagyon fájlalta kezeit a tanuki, így a nyúl azt tanácsolta, hogy építsen agyagból egy csónakot, menjen ki a tóra, és ott hűtse le égett végtagjait. Ám egy facsónakkal követte, s mikor az agyag süllyedni kezdett, a tanuki pedig megpróbált menekülni, a nyúl jól fejbe vágta egy evezővel, s így az elájult és vízbe fulladt.

Borz és rókakölyök: Élt egyszer egy borz, egy róka, és annak kölyke az erdőben. Ők maradtak már csak életben ott, a többieket levadászták mind. Az élelem kifogyóban volt, alig álltak a lábukon. A borznak az az ötlete támadt, hogy halottnak tetteti magát, a róka emberré változik, és eladja az embereknek, jól bevásárol a pénzből, aztán a borz első adandó alkalommal megszökik, és együtt falatozhatnak. Kifekszik a borz, a róka emberré változik, eladja, és annyi élelmet vett, amennyit csak lehetett. Hazavitte a rókalyukba, és vártak a borzra. Csak hamar az is visszaér, és nekivágnak a lakomának. Az élelem kitart még néhány napig, akkor aztán a borz azt mondja a rókának: „Na most rajtad a sor, te kerülsz vásárra!”. Belemegy a róka, a borz emberré változik, és eladja a rókát egy vadásznak. Kapzsi volt azonban a borz, minden ételt magának akart, így elmondta a vadásznak, hogy valójában nem is halott a róka, csak tettet. Erre a vadász akkorát suhant a furkós botjával a róka fejére, hogy az menten kinyúl. Sír a kis rókakölykök, hiába várja haza anyját, és még maradékot se kap a borztól. Hogy, hogy nem, összerakja a történetet, rájön mit tett a borz. Mintha mi sem történt volna, tréfásan így szól a borzhoz: „Borzapó, játszhatnánk már egyet. Emberekké változunk, és ha te leszel az ügyesebb, nem ismerek rád majd, és te leszel a győztes. Ha te nem ismersz fel engem, én nyerek.”. Kap a borz az alkalmon, gondolja, csak kijátssza ezt a kis kölyköt. „Majd meglátod, olyan csillogó-villogó emberré változok, hogy eláll a szavad!” - azzal elindult a rókakölyök, de nem változik át, megáll egy bokorban, és jól elbújik. A közeli hídon épp nagy tömeg volt. Szamurájok, gyalogszolgák, középütt norimono (gyaloghintó) s benne a daimjó. A borz szeme hirtelen rávillant. Azonnal azt hitte megfogta a rókakölyköt. „Fogjátok meg! Csapjátok le a fejét nekem!” – szól a daimjó, és egy szamuráj egy suhintással úgy levágja a borz fejét, hogy az a porba hull. Így bűnhődött meg a borz, de keservesen.

## Elméleti hatások

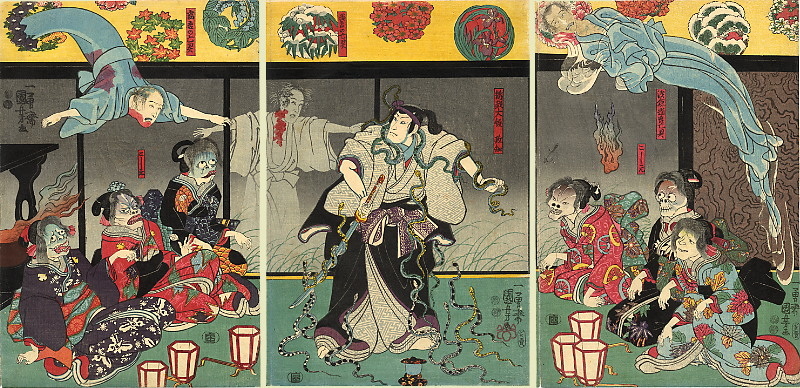
Kunijosi Utagava - A szellemek (1850, Triptych)

A japán folklór sok minden által befolyásolódott, hatással volt rá többek között a külföldi irodalom, valamint a „szellem imádat” uralkodása az egész prehisztorikus Ázsiában.
A majom történeteket a Japán folklórból a Szanszkrit Ramajana epikus, és a kínai klasszikus, a Nyugati utazás befolyásolta. Ezeket a történeteket a buddhista dzsátaka mesék is megemlítik egy módosított verzióban az egész japán gyűjteményben, népszerű történetekkel.
Néhány ősi Indiából származó történet volt a befolyásolója a japán történetek formálásának, azzal, hogy témát szolgált nekik. Az indiai anyagokat nagyszerűen módosították és adaptálták, ahogy meg is jelenhetett, tekintve a legtöbb átlagos japán ember érzékenységét a témával kapcsolatban, majd Kínába és Koreába is továbbították őket.

## A témához kapcsolódó linkek
- Japán népmesék angolul
- Kaguya hercegnő története
- Inuyasha - Kastély a tükör mögött
- Hanaszaka Dzsíszan (japán nyelven)
- Momotaró, a barackfiú
- Furuszato Szaiszei Nippon no Mukasi Banasi 
(japán nyelvű "Japán népmesék" animesorozat hivatalos oldala)

## Fordítás
- Ez a szócikk részben vagy egészben  a   Japanese folktales című angol Wikipédia-szócikk fordításán alapul.  Az eredeti cikk szerkesztőit annak laptörténete sorolja fel. Ez a jelzés csupán a megfogalmazás eredetét és a szerzői jogokat jelzi, nem szolgál a cikkben szereplő információk forrásmegjelöléseként.